# Wolf Georg von Schlegel
Wolf Georg von Schlegel, auch Wolff George von Schlegell, (* 1633; † 8. August 1710 in Wehlitz) war Erb- und Gerichtsherr auf Wehlitz sowie Senior der Ritterschaft und Stände des Herzogtums Sachsen-Merseburg auf den Landtagen des Kurfürstentums Sachsen in Dresden.

## Leben
Er stammte aus der obersächsischen Adelsfamilie Schlegel, die bis zu Beginn des 18. Jahrhunderts traditionell auf das Adelsprädikat von verzichtete.
Aus Familienbesitz übernahm Wolf Georg von Schlegel das Rittergut Wehlitz im Amt Schkeuditz, das seit 1657 im Herzogtum Sachsen-Merseburg lag. An den kursächsischen Landtagen in Dresden nahm er mehrfach als Vertreter der Ritterschaft und Stände des Herzogtums Sachsen-Merseburg teil. Zuletzt war er aufgrund seines fortgeschrittenen Lebensalters Senior der Ritterschaft und Stände.
Nachdem Wolf Georg von Schlegel im Sommer 1710 auf seinem Rittergut Wehlitz gestorben war, erfolgte am 11. August 1710 seine feierliche Beisetzung. Die Gedächtnispredigt hielt der Pastor Magister Heinrich Köppe aus Schkeuditz am 6. September 1710.

## Familie
Wolf Georg von Schlegel heiratete Ursula Barbara (geb. von Bardeleben) aus dem Hause Silberlang in der Mark Brandenburg. Aus der gemeinsamen Ehe gingen fünf Söhne hervor, von denen folgende drei den Vater überlebten:
- Carl Heinrich (* 1671) stand in Ungarn im Kriegsdienst und war 1711 emeritierter und ehrenhaft aus dem aktiven Dienst entlassener kaiserlicher Leutnant. Er starb vor dem Jahre 1739
- Die Zwillinge Christoph Wilhelm und Georg Friedrich von Schlegel (* 9. Juni 1682)

Ferner die Tochter Martha Sophia (geb. Schlegel), Ehefrau von Christian Christiani, Pachtinhaber des Ritterguts Modelwitz, sowie Ursula Elisabeth Schlegel.